# Gemmiparité
La gemmiparité (ou bourgeonnement) est un type de multiplication asexuée ou végétative, dans laquelle se développe un bourgeon qui se sépare ensuite avant d'évoluer en un individu complet. Fréquent chez les invertébrés, le bourgeonnement est ainsi la formation de nouveaux individus à partir d’une ébauche. Le nouvel organisme est un clone qui possède le même génome. Les bourgeons, aussi appelés germes, peuvent comprendre une ébauche de tous les tissus du parent, ou seulement de certains. 
Il existe trois autres types de multiplication asexuée à savoir  la scissiparité, la gemmulation et la sporulation. Il n'existe cependant pas de différences nettes entre ces différents modes. Le mode de multiplication asexuée qui ressemble le plus à la gemmiparité est la scissiparité. Ces deux modes sont aussi les plus fréquents. 
Dans la gemmiparité, les germes peuvent se décrocher de leur générateur ou bien rester sur lui et s'y développer. S'ils restent attachés, ils forment une ou plusieurs colonies. Les germes de la gemmiparité constituent des amas de cellules. L'individu créé par gemmiparité va continuer, après s’être détaché, à différencier le tissu maternel qu'il a reçu de son géniteur et à grandir jusqu'à arriver à la taille de son géniteur. 
Le bourgeon est constitué d’un ou plusieurs tissus de l’organisme parental. Il existe deux types de bourgeonnements :
- bourgeonnement interne
- bourgeon externe

La gemmiparité existe chez les métazoaires et les protozoaires, cependant le phénomène de gemmiparité chez les métazoaires est plus complexe car leur constitution elle-même est plus complexe que les protozoaires (trois  feuillets).
Le bourgeonnement par gemmiparité s'effectuant à la surface cellulaire et se détachant est un bourgeonnement externe ou exogène et le bourgeonnement s'effectuant dans le cytoplasme est appelé bourgeonnement interne ou endogène.

## Individus ayant un mode de multiplication asexuée
- les Spongiaires (Leucosolenia)
- les Polypes
- les Anthozoaires (méduses en forme de fleur)
- les Tuniciers
- les tentaculifères (Hemophrya gemmipara)
- les Ascidies (Pyrrosomes)
- les Phyllopharyngea (Dendrosoma)

## Bourgeonnement interne
Le bourgeonnement interne est présent chez toutes les espèces marines (sauf chez les éponges calcaires). C’est un mode de bourgeonnement qui a lieu lorsque le milieu est en conditions défavorables et aboutit à la formation de gemmules et de sporites. Ce sont des structures internes de l’individu stockées une certaine période dans la mésoglée  pour ensuite être relâchées dans le milieu, en conditions favorables, à la mort de l’organisme.
Les gemmules comportent les archéocytes qui absorbent les trophocytes pour former des réserves vitellines.
Les conditions de l’apparition des gemmules sont liées à de nombreux facteurs tels que la taille, la température, la nutrition, la luminosité du milieu, etc.

## Bourgeonnement externe

### Bourgeon de dissémination
L'individu fille créée à partir d'un individu mère croît, puis se détache. L'exemple le plus représentatif de ce mode de bourgeonnement est l'hydre. L’hydre effectue un bourgeonnement polypien à partir d'une petite excroissance. Arrivé à maturité, l'hydre fille se détache de la mère pour former non loin de là une autre colonie. 
Trois exemples :
- l'hydre. Le bourgeon, masse compacte de cellules qui se divisent par mitose, se transforme en petite hydre qui finit par se détacher ;
- l'orange de mer ;
- la méduse (Aurelia aurita).

### Bourgeon d’accroissement
Le bourgeonnement d'accroissement est en tout point identique au bourgeonnement de dissémination, jusqu'au moment du détachement : pour le bourgeonnement d'accroissement, le bourgeon fille mature reste accroché à l'individu mère, et prendra sa place après la mort de l'individu mère. Les bourgeons restent fixés, ce qui forme une colonie. Il y a alors une organisation dans cette colonie. Les bourgeons, appelé polypes, se différencient :
- Polypes nourriciers (polypes reproducteurs) : le polype nourricier (ou gastrozoïde) est le polype spécialisé dans la nutrition de la colonie, pour cela il utilise son filament urticant présent à sa base.
- Polypes défenseurs (dactylozoïde, cellule urticante) :  il existe aussi les polypes défenseurs (dactylolozoïde), ces polypes de la colonie servent à la défense. Formés de tentacules rudimentaires recouvertes de cellules urticantes et d'une forte musculature, le dactylolozoïde peut donc protéger la colonie.
- Polypes reproducteurs (gonozoïdes) : le polype reproducteur assure, lui, la reproduction de la colonie.